# 도미니카 연방의 구

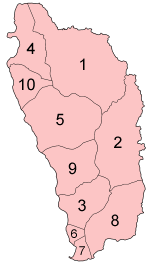
도미니카 연방의 행정 구역

도미니카 연방은 10개 구로 구성되어 있다.
- 세인트앤드루구 (Saint Andrew Parish)
- 세인트데이비드구 (Saint David Parish)
- 세인트조지구 (Saint George Parish)
- 세인트존구 (Saint John Parish)
- 세인트조지프구 (Saint Joseph Parish)
- 세인트루크구 (Saint Luke Parish)
- 세인트마크구 (Saint Mark Parish)
- 세인트패트릭구 (Saint Patrick Parish)
- 세인트폴구 (Saint Paul Parish)
- 세인트피터구 (Saint Peter Parish)